# Мотилін
MLN (англ. Motilin) – білок, який кодується однойменним геном, розташованим у людей на 6-й хромосомі. Довжина поліпептидного ланцюга білка становить 115 амінокислот, а молекулярна маса — 12 920.
| 10         |  | 20         |  | 30         |  | 40         |  | 50         |
| ---------- |  | ---------- |  | ---------- |  | ---------- |  | ---------- |
| MVSRKAVAAL |  | LVVHVAAMLA |  | SQTEAFVPIF |  | TYGELQRMQE |  | KERNKGQKKS |
| LSVWQRSGEE |  | GPVDPAEPIR |  | EEENEMIKLT |  | APLEIGMRMN |  | SRQLEKYPAT |
| LEGLLSEMLP |  | QHAAK      |  |            |  |            |  |            |

A: Аланін

D: Аспарагінова кислота

E: Глутамінова кислота

F: Фенілаланін

G: Гліцин

H: Гістидин

I: Ізолейцин

K: Лізин

L: Лейцин

M: Метіонін

N: Аспарагін

P: Пролін

Q: Глутамін

R: Аргінін

S: Серин

T: Треонін

V: Валін

W: Триптофан

Кодований геном білок за функцією належить до гормонів. 
Задіяний у такому біологічному процесі, як альтернативний сплайсинг. 
Секретований назовні.